# Víctor Manuel Báez Ceja
Víctor Manuel Báez Ceja (Pátzcuaro, Michoacán; 29 de octubre de 1959). Expresidente municipal de la ciudad de Pátzcuaro, Michoacán. Es un político mexicano del partido Movimiento Regeneración Nacional (Morena). De 2009 a 2011, sirvió como diputado federal en la LXI Legislatura del Congreso mexicano representando a Michoacán por el Partido de la Revolución Democrática (PRD).
Estudió la licenciatura en derecho en la Universidad Michoacana de San Nicolás de Hidalgo del año 1978 al año 1982.
En 2015, Báez fue elegido presidente de Pátzcuaro. Siendo el primer presidente municipal de la coalición PT- PRD  en la ciudad. En el año 2018, gana la reelección por parte del partido Movimiento Regeneración Nacional.
El 22 de julio de 2020, informó por sus redes sociales que había dado positivo a COVID-19.